# Metaxasova linie

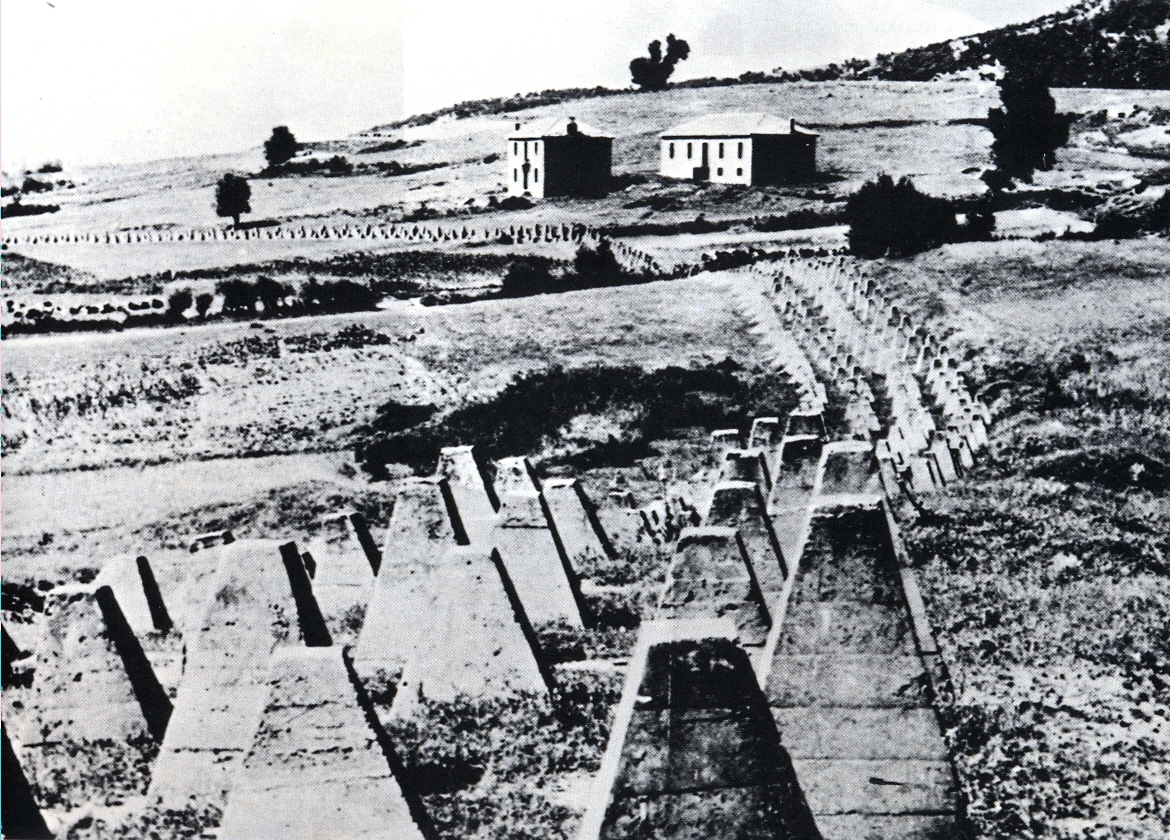
Dračí zuby na řecko-bulharské hranici

Metaxasova linie byl systém opevnění postavený v letech 1936–1941 Řeckem. Po rozhodnutí řecké vlády o vybudování opevnění na severní hranici s Bulharskem, tisk pojmenoval tuto linii po předsedovi vlády a ministrovi války, od roku 1938 také diktátorovi, generálovi Ioannisi Metaxasovi. Metaxasova linie je do dnešních dnů využívána řeckou armádou.